# Kuito
Kuito je město v centrální Angole na plošině Bié, které je zároveň hlavním městem provincie Bié. Nachází se ve výšce asi 1700 m. Po celou dobu portugalské vlády až do roku 1975 se nazývalo Silva Porto. Město patří k těm, které válka v Angole zasáhla nejvíc. Mnoho budov je dodnes poškozeno a na mnoha budovách jsou patrné díry po kulkách. V okolí města se nacházejí minová pole rozmístěná taktéž v době války.

## Klima
Klima je neobyčejně chladné vzhledem k zeměpisné šířce, ve které se Kuito nachází. Průměrná roční teplota je 18 °C. Nejchladnější je období od května do srpna, což odpovídá období sucha. V této době se můžeme setkat s lehkými mrazíky. Nejnižší naměřená teplota je −5 °C. Září a říjen jsou nejteplejší měsíce, kdy prší jen mírně, hlavní období dešťů začíná v prosinci a končí v dubnu. Nejvyšší průměrná teplota je v září – 28 °C.

## Rozvojové projekty
Institut tropů a subtropů České zemědělské univerzity v Praze zahájil v lednu 2009 spolu s ADRA nový rozvojový projekt v Angole, jehož cílem je logistické a odborné zajištění posledního ročníku Střední zemědělské školy v Kuitu, spojené s plněním dalších školních a přidružených aktivit.